# Maltat
 Maltat  es una población y comuna francesa, en la región de Borgoña, departamento de Saona y Loira, en el distrito de Charolles y cantón de Bourbon-Lancy.

## Demografía
| 520 | 491 | 438 | 392 | 344 | 306 |
| Para los censos de 1962 a 1999 la población legal corresponde a la población sin duplicidades (Fuente: INSEE [Consultar]) |     |     |     |     |     |